# Iwal
L’iwal (ou kaiwa) est une des langues du golfe d'Huon, parlée par 1 500 locuteurs dans la province de Morobe, district de Lae, entre Wau et Salamaua. C'est une langue proche du yabem même si elle en est distincte.